# Ânia Cornifícia Faustina Menor
Ânia Cornifícia Faustina (em latim: Annia Cornificia Faustina Minor; 160 — 212), também chamada de Ânia Cornifícia Faustina, a Jovem, era filha do imperador romano Marco Aurélio e da imperatriz Faustina, a Jovem. Ela era irmã de Lucila e do futuro imperador Cômodo. Além disso, Ânia era neta do imperador Antonino Pio e de Faustina, a Maior. Seus avós paternos eram Domícia Lucila e o pretor Marco Ânio Vero. Seu nome é uma homenagem à sua finada tia paterna, Ânia Cornifícia Faustina.

## História
Cornifícia Faustina nasceu e foi criada em Roma. Ela se casou com o político africano Marco Petrônio Sura Mamertino, que serviu como cônsul em 182. Depois de 173, o casal teve um filho chamado Petrônio Antonino. É possível que Cornifícia e a família estivessem no acampamento de inverno onde Marco Aurélio morreu no início de 180.
O irmão dela, Cômodo, sucedeu ao pai no trono e, algum momento entre 190 e 192, ele ordenou a morte do marido, filho e cunhado de Cornifícia, e também da família da cunhada dela. Ela, contudo, sobreviveu aos expurgos do irmão e voltou a se casar, desta vez com Lúcio Dídio Marino, um poderoso nobre romano de status equestre e que serviu como procurador em várias províncias. Ele posteriormente foi coletor de impostos e tribuno da primeira coorte pretoriana.
Durante o breve reinado de Pertinax (193), ela se envolveu com imperador. Em 212, quando ela já tinha uns 50 anos, Caracala ordenou que ela fosse morta, eliminando assim a última descendente direta de Marco Aurélio e Faustina Menor. O historiador Dião Cássio preservou a forma como ela foi morta:
| “ | Suas últimas palavras foram 'Minha pobre, infeliz alma, presa num corpo imerecedor, siga adiante, seja livre, mostre-lhes que você é a filha de Marco Aurélio!' Então ela retirou seus ornamentos, se recompôs, abriu suas veias e morreu. | ” |
|   | — Dião Cássio, História romana. |   |